# Energiecafé

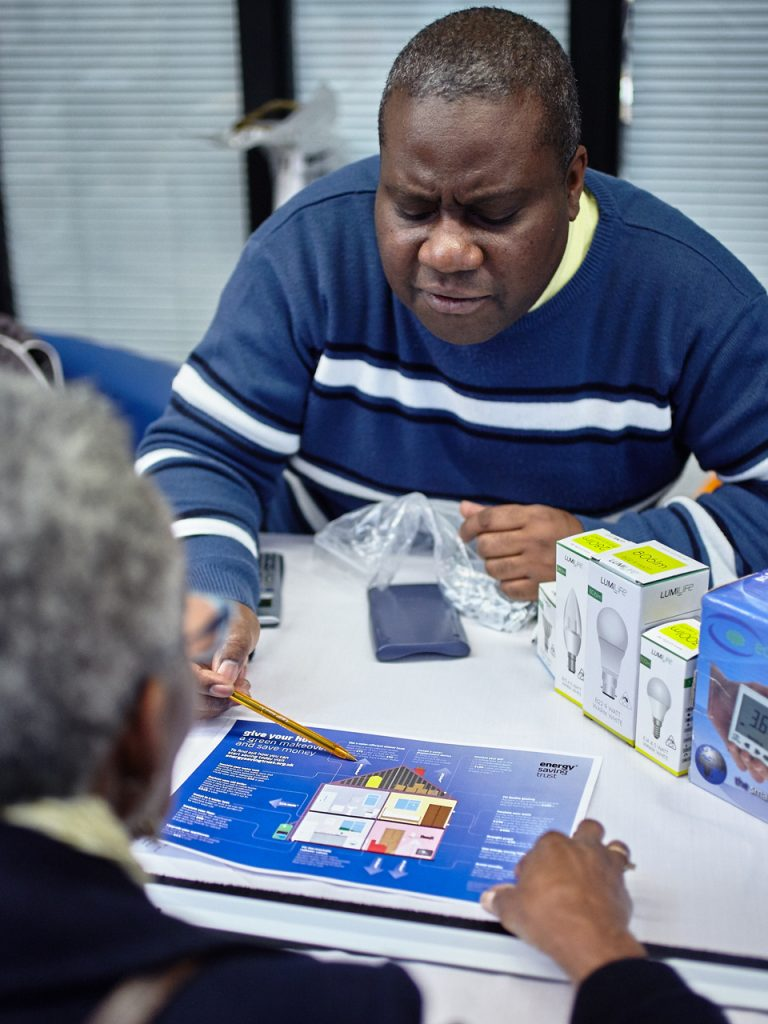
Energiecafé (Energy Café) in London, 2023

Ein Energiecafé (englisch energy café, selten: Energy Shop) ist eine „Energieberatung bei Tee und Snacks“. Das Veranstaltungsformat dient der angeleiteten oder selbstorganisierten Klärung von energiewirtschaftlichen Fragestellungen in Haushalt und Nachbarschaft und Bekämpfung von Energiearmut im Sinne gegenseitiger Hilfe.

## Konzept
Energiecafés sind öffentliche Veranstaltungen, bei denen Interessierte Informationen zu ihrem Stromtarif, Energiekosten und -verbrauch erhalten können. Im Falle von finanziellen Problemen beraten Ehrenamtliche bezüglich des etwaigen Aufschubs von Zahlungen oder der Inanspruchnahme von Hilfeleistungen. Damit dienen Energiecafés auch der Armutsbekämpfung und dem Abbau eingliederungshinderlicher Mental Load. Zeitgleich werden Vorträge und Gespräche zum Strommix und anbieterunabhängige Hilfe beim Wechsel zu Ökostrom-Tarifen und -Anbietern angeboten.
Anders als das komplementäre Format der Solarparties dienen Energiecafés damit nicht notwendigerweise der Förderung eigener Stromproduktion und Energiesubsistenz, sondern allgemein als Anreiz zur Nutzung erneuerbarer Energien. Damit ist das Format auch für einkommensschwache Haushalte ohne Investitionsvermögen geeignet.
Die Veranstaltungen können einmalig, mit Anschlussterminen für individuelle Detailfragen oder regelmäßig in offenerem Rahmen organisiert werden. Initiatoren sind meist Nachbarschaftsvereine, Stadtteilzentren, Quartiersmanagement, lokale Bürgerenergiegenossenschaften oder Stadtwerke, aber auch lose Initiativen von Privatpersonen, kommunale Energieberatungen und Verbraucherschutzzentralen.

## Verbreitung und Adaption
Vermutlich während der Ölpreiskrise entstanden und aus Großbritannien stammend sind Energiecafés weltweit verbreitet und eng mit zivilgesellschaftlichem und genossenschaftlichen Engagement verbunden. Dabei werden sie laut einer britischen Studie als ähnlich effektiv wie ein Hausbesuch durch Sozialarbeiter oder Energieberater wahrgenommen. Einer Umfrage unter niederländischen Gemeinden zufolge sind sie eine der am häufigsten verfolgten Maßnahmen zur Umsetzung von Ressourceneffizienz und Degrowth-Strategien und werden beispielsweise in Noord-Brabant im Rahmen eines kommunalen Programms zur Förderung sozialer Innovationen bei der Energiewende verfolgt.
Sie können auch als dauerhaftes Workshop-Konzept in Wissenschaftsläden, Makerspaces und offenen Werkstätten angeboten werden. In den Niederlanden existieren Beispiele von Gemeinschaftswohnen (Cohousing), bei denen Energiecafés als Teil der geteilten Infrastruktur in der Planung berücksichtigt wurden. Sie dienen den dortigen Wohngemeinschaften als wiederkehrende Plattform für energietechnische Vorhaben. In ähnlicher Weise wurden Energiecafés bei der Planung zweier Wohnsiedlungen in Sankt Augustin berücksichtigt. In Südkorea wurde das Konzept auf die frühkindliche Erziehung zum Energiesparen adaptiert.
Die Europäische Union förderte Energiecafés im Rahmen des EC²-Projekts des Horizon-2020-Programms. Das Fraunhofer UMSICHT betrieb um 2016 ein Reallabor in Dortmund samt Energiecafé und gleichnamiger Ringvorlesung. Die schottische Universität St. Andrews richtet wiederkehrend ein informelles Austauschformat zu energiewissenschaftlicher Forschung aus, das sich in Anlehnung ebenfalls Energiecafé nennt.